# Neuroleon pardalice
Neuroleon pardalice är en insektsart som först beskrevs av Banks 1911.  Neuroleon pardalice ingår i släktet Neuroleon och familjen myrlejonsländor. Inga underarter finns listade i Catalogue of Life.